# Адемар Шабанський
Адемар Шабанський (лат. Ademar, фр. Adhemar de Chabannes; біля 988 — 1034) — французький (лімузенський) хроніст, монах в Ангулемі, а потім у Ліможі. Хроніка Адемара в трьох книгах — одна з так званих місцевих хронік, доведена до 1028 (написана приблизно в 1030) і присвячена переважно історії Аквітанії, містить відомості про єресі, в тому числі й про альбігойців.